# كليبر لايت
كليبر لايت (بالبرتغالية: Kléber Leite‏) هو لاعب كرة قدم برازيلي، ولد في 5 مايو 1949 في ريو دي جانيرو في البرازيل.